# Devin Britton
Devin Britton (* 17. März 1991 in Jackson, Mississippi) ist ein ehemaliger US-amerikanischer Tennisspieler.

## Karriere
Devin Britton spielte nach einer erfolgreichen Zeit als Junior, wo er Platz 13 der Junior-Rangliste erreichte, hauptsächlich auf der ATP Challenger Tour und der ITF Future Tour. Er konnte einen Einzel- und zwölf Doppelsiege auf der ITF Future Tour feiern. Auf der ATP Challenger Tour gewann er drei Doppelturniere.
Sein Profidebüt auf der ATP Tour gab er, als er für die US Open 2009 (im Vorjahr war er hier im Junioren-Finale Grigor Dimitrow unterlegen) eine Wildcard erhalten hatte und in der ersten Runde als Nr. 1370 der ATP-Rangliste den damaligen Weltranglistenersten und Titelverteidiger Roger Federer als Gegner zugelost bekam. Britton verlor das Spiel mit 1:6, 3:6, 5:7, konnte aber sowohl im zweiten als auch im dritten Satz kurzzeitig mit einem Break in Führung gehen.
Zum 8. Oktober 2012 durchbrach er die Top 150 der Weltrangliste im Doppel und seine höchste Platzierung war der 119. Rang im Januar 2013. Im März 2013 entschied er sich für ein Studium im Fach Managerial Finance und vom Profitennis zurückzutreten. 2013 spielte er sein letztes Profiturnier.
Er arbeitet seit 2016 an der University of Mississippi im Bereich Männertennis als Trainer für das NCAA-Team Ole Miss Rebels.

## Erfolge
| Legende (Anzahl der Siege)  |
| Grand Slam                  |
| ATP World Tour Finals       |
| ATP World Tour Masters 1000 |
| ATP World Tour 500          |
| ATP World Tour 250          |
| ATP Challenger Tour (2)     |

### Doppel

#### Turniersiege
| Nr. | Datum             | Turnier   | Belag         | Partner         | Finalgegner                      | Ergebnis         |
| --- | ----------------- | --------- | ------------- | --------------- | -------------------------------- | ---------------- |
| 1.  | 7. Juli 2012      | Winnetka  | Hartplatz     | Jeff Dadamo     | John Peers John-Patrick Smith    | 1:6, 6:2, [10:6] |
| 2.  | 18. November 2012 | Champaign | Hartplatz (i) | Austin Krajicek | Jean Andersen Izak van der Merwe | 6:3, 6:3         |